# Karl Zell

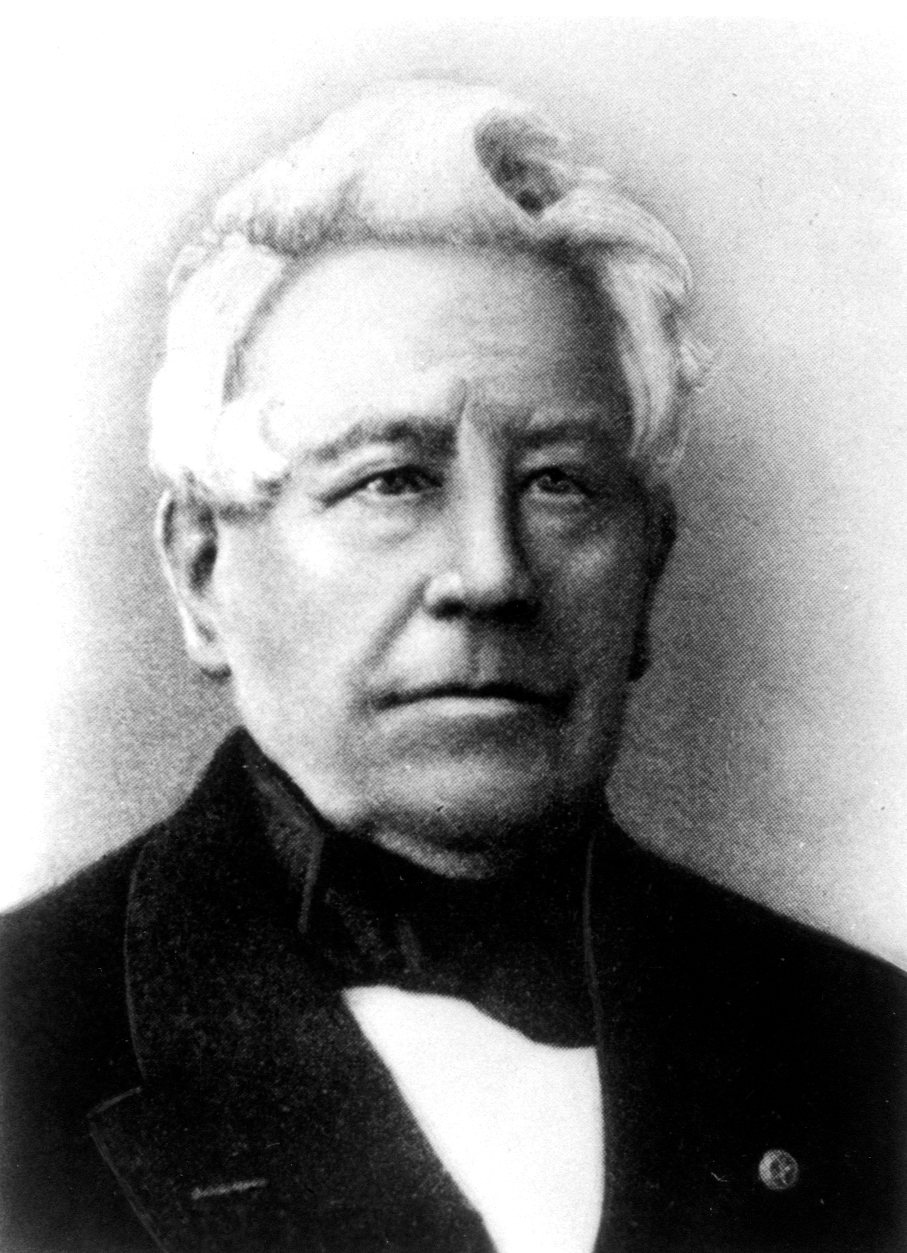
Undatierte Fotografie von Karl Zell

Adam Karl Philipp Zell (* 8. April 1793 in Mannheim; † 21. Januar 1873 in Freiburg im Breisgau) war ein deutscher Klassischer Philologe, Professor für Archäologie in Heidelberg und badischer Politiker.

## Leben

### Ausbildung und Professur in Freiburg
Karl Zell war Sohn des Stadtgerichtsschreibers Joseph Zell (* 1756; † 1798) und der Antoinette Sartorius (* 1757; † 1847). Er besuchte das Lyzeum in Mannheim, dessen Schulleiter Friedrich August Nüßlin war, ein Schüler Friedrich August Wolfs. Nüßlin riet seinem Schüler, an der Universität Heidelberg Klassische Philologie zu studieren. Hier wurde Zell nach Aufnahme seines Studiums im Wintersemester 1810/1811 ein Schüler von August Boeckh und Friedrich Creuzer, die ihn prägten; weitere Semester verbrachte Zell an den Universitäten Breslau und Göttingen. Ab 1814 wirkte er als Lehrer am Lyzeum in Rastatt. Nach der Promotion gab Zell in zwei Bänden die Nikomachische Ethik des Aristoteles heraus (Heidelberg 1821).
Ebenfalls im Jahr 1821 wurde er am 17. Mai auf die Professur für Philologie an die Universität Freiburg berufen, die seit dem Tode Johann Georg Jacobis sieben Jahre zuvor unbesetzt war. In Freiburg gestaltete Zell die philologischen Studien um. 1830 gründete er nach dem Vorbild verschiedener anderer Universitäten das Philologische Seminar, dessen Zweck hauptsächlich die Lehrerausbildung war. Für Anton Baumstark, der 1830 als Mitarbeiter am Seminar angestellt wurde, setzte Zell 1836 die Einführung eines zweiten Lehrstuhls für Klassische Philologie durch. Neben der Seminarleitung hatte Zell verschiedene Ämter an der Universität inne: Er war Dekan der Philosophischen Fakultät, Mitglied der Wirtschaftsdeputation, Prorektor und ab 1829 Oberbibliothekar.

### Politische Tätigkeit und Professur in Heidelberg
Von 1831 bis 1835 war Zell Vertreter der Universität in der Badischen Ersten Kammer, wo er sich von Anfang an für die Umgestaltung des badischen höheren Schulwesens einsetzte. Er hatte Erfolg: 1836 wurde ein neuer Lehrplan für die höheren Schulen verabschiedet und eine Oberbehörde (Oberstudienrat) „für Überwachung und Förderung des gelehrten Unterrichts“ eingerichtet. Diesem Oberstudienrat trat Zell als Ministerialrat bei, während er die Universität verließ und seinen Lehrstuhl aufgab. Erst nach zehn Jahren kehrte Zell in die universitäre Lehre zurück, als er für das Sommersemester 1847 zum Professor der Archäologie in Heidelberg als Nachfolger von Friedrich Creuzer berufen wurde. 1849 war er dort Dekan der Philosophischen Fakultät, 1851 Prorektor. Es gelang ihm, für den Fachbereich Archäologie Räumlichkeiten in der damaligen Universitätsbibliothek zu organisieren; erst sein Nachfolger Karl Bernhard Stark allerdings konnte 1866 ein eigenständiges Archäologisches Institut gründen.
Neben dem Lehramt blieb Zell weiterhin auswärtiges Mitglied des Oberstudienrates und gehörte außerdem von 1848 bis 1853 der Badischen Zweiten Kammer an. Als streng gläubiger Katholik trat er im Landtag als auch später in politischen Versammlungen und als Publizist entschieden für die Freiheit und Selbständigkeit der katholischen Kirche ein. Damit stand er im aufkommenden Badischen Kulturkampf auf Seiten der Erzdiözese Freiburg, welche sich in einen zunehmenden Konflikt mit den staatlichen Behörden des Großherzogtums Baden begab. 1852 wurde Zell in Münster zum Präsidenten der Versammlungen der katholischen Vereine gewählt und 1853 in Wien in dieser Position bestätigt. Am 13. März 1855 trat er in den Ruhestand und zog nach Freiburg, wo er im Jahr 1873 starb.

## Werk und Ehrungen
In seinen wissenschaftlichen Veröffentlichungen beschäftigte sich Zell besonders mit der Philosophie des Aristoteles, dessen Schriften er kommentierte und herausgab. Außerdem gab er die lateinischen Autoren Horaz, Phaedrus und Eutropius heraus und verfasste Aufsätze über neuzeitliche europäische Literatur (Calderon, Shakespeare) und über badische Landesgeschichte. Obwohl er Gründungsdirektor des Archäologischen Instituts der Universität Heidelberg war, fasste er keine Publikationen auf diesem Gebiet ab und war mit der Bezeichnung „Professor für Archäologie“ nicht zufrieden, da er sie als thematisch zu einengend empfand.
1836 wurde er zum Ministerialrat und 1846 zum Geheimen Hofrat ernannt; 1838 erhielt er das Ritterkreuz vom Orden vom Zähringer Löwen. Daneben war er Ehrendoktor der Universität Heidelberg.

## Schriften
- als Übersetzer: Organon oder Schriften zur Logik. Stuttgart 1836. (Griechische Prosaiker in neuen Uebersetzungen Bd. 154/155)
- Die Fürstentöchter des Hauses Baden. Karlsruhe 1842.
- Handbuch der römischen Epigraphik. 2 Teile, Heidelberg 1850.
- Bilder aus der Gegenwart. Freiburg im Breisgau 1856.